# 2232 Altaj
2232 Altaj eller 1969 RD2 är en asteroid i huvudbältet som upptäcktes den 15 september 1969 av den rysk- sovjetiska astronomen Bella Burnasjeva vid Krims astrofysiska observatorium på Krim. Den är uppkallad efter den ryska delrepubliken Altajrepubliken.
Asteroiden har en diameter på ungefär elva kilometer.